# 阿爾弗雷德登喜路林克斯錦標賽

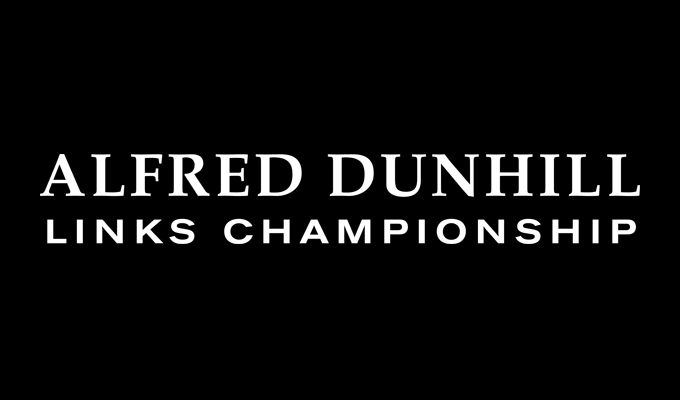
Logo

阿爾弗雷德登喜路林克斯錦標賽（Alfred Dunhill Links Championship），原稱登喜路林克斯錦標賽（Dunhill Links Championship），是高爾夫歐洲巡迴賽的其中一場錦標賽，每年10月舉行于蘇格蘭安格斯和法夫的三座球場。它創始于2001年，取代了1985年至2000年間舉辦的登喜路杯（Alfred Dunhill Cup）。

## 外部連結
- 官方網站 （页面存档备份，存于）
- Coverage on the European Tour's official site （页面存档备份，存于）

56°09′N 3°07′W / 56.15°N 3.12°W